# Nationalmannschaft

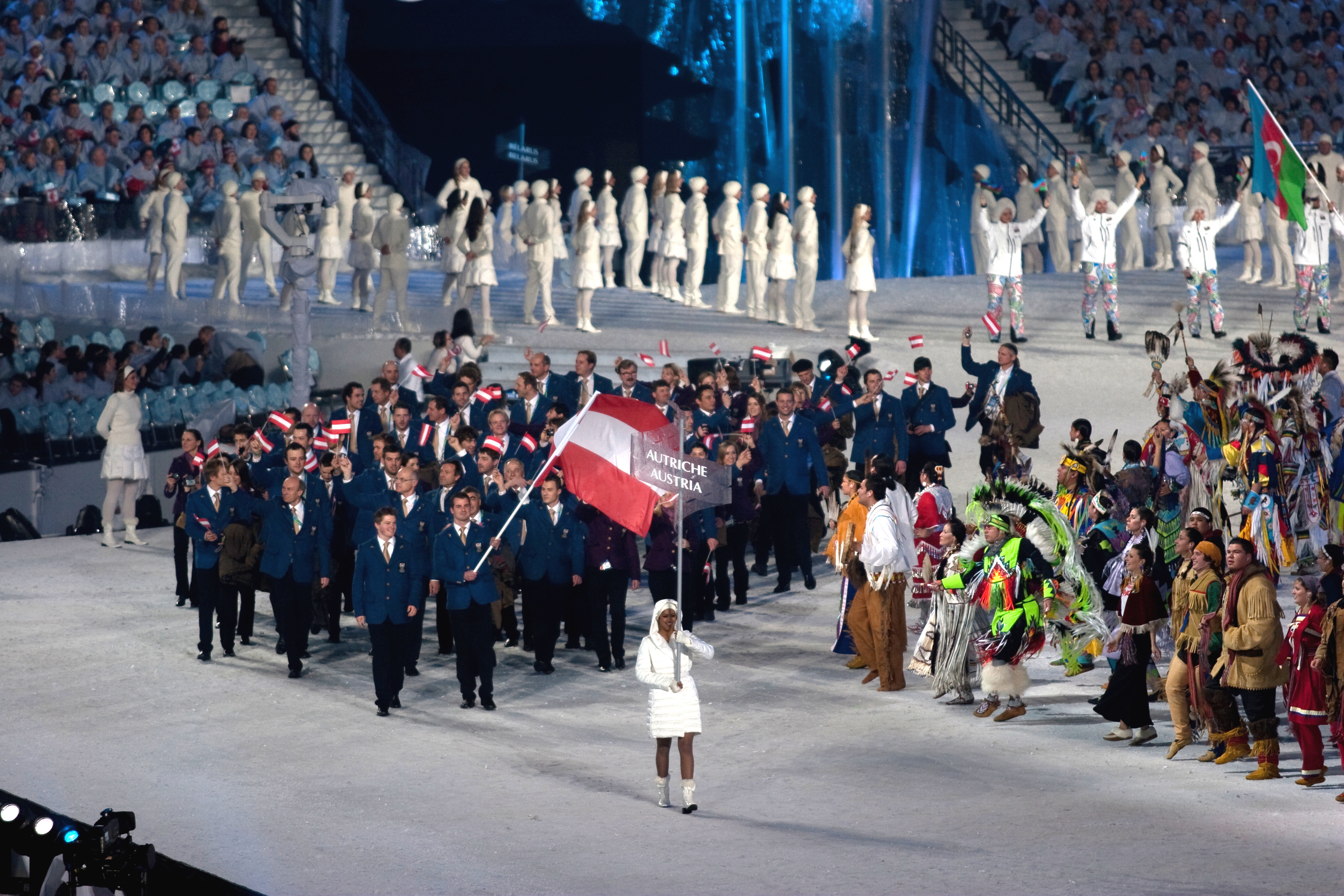
Einmarsch der österreichischen Nationalmannschaft bei den Olympischen Winterspielen 2010

Eine Nationalmannschaft ist eine Auswahlmannschaft, die bei internationalen Sportwettkämpfen eine Nation repräsentiert. Der Begriff wird sowohl für Mannschaften in Mannschaftssportarten verwendet, die gemeinsam an einem Länderspiel teilnehmen, als auch für solche in Individualsportarten, bei denen die einzelnen Mitglieder der Mannschaft – zum Teil sogar gegeneinander – an einem Länderkampf teilnehmen, wie z. B. in der Leichtathletik.
Eine besondere Form der Nationalmannschaft ist die Olympiamannschaft, die zu Olympischen Spielen entsandt wird und aus Sportlern verschiedener Sportarten besteht.

## Geschichte

Deutsche Fußballnationalmannschaft der Männer beim ersten offiziellen Länderspiel 1908

Das heute als erste internationale Begegnung zweier Nationen im Sport wird die Cricket-Begegnung Kanadas gegen die Vereinigten Staaten vom 24. bis zum 26. September 1844 im St George’s Cricket Club in New York City angenommen. Weitere Sportarten hielten internationale Begegnungen in der Folge ab. Der erste America’s Cup im Segeln fand 1851, die erste internationale Rugby-Union-Begegnung 1871 statt.
Das erste offizielle Länderspiel in der Geschichte des Fußballs fand am 30. November 1872 zwischen einer schottischen und einer von Cuthbert Ottaway angeführten englischen Auswahl statt. Noch im 19. Jahrhundert bestritten die walisische, die irische, die amerikanische und die kanadische Fußballnationalmannschaft ihre ersten Spiele, die nicht immer offiziellen Charakter hatten und teilweise gegen Vereinsmannschaften stattfanden. In Südamerika kam es 1902 zu einem ersten Vergleich der Nationalmannschaften von Uruguay und Argentinien. Im gleichen Jahr debütierte Österreich gegen Ungarn. In Ozeanien spielte die neuseeländische Fußballnationalmannschaft erstmals gegen eine Auswahl von New South Wales. Die Schweiz und Deutschland traten 1908 erstmals mit Nationalmannschaften in Erscheinung. Das erste Länderspiel zweier asiatischer Nationalmannschaften wurde 1913 zwischen den Philippinen und China ausgetragen. Als erste afrikanische Nationalmannschaft trat Ägypten 1920 zu den Olympischen Spielen in Antwerpen zusammen.
Als erste Frauennationalmannschaft im Fußball spielte Frankreich 1920 gegen eine englische Auswahl. In Deutschland, wo das Fußballspielen mit Damenmannschaften 1955 vom DFB noch verboten worden war, kam es erst 1982 zur Bildung einer offiziellen Nationalmannschaft.
Bei den Olympischen Sommerspielen 1900 in Paris wurden erstmals auch Mannschaftssportarten in das Programm aufgenommen (Fußball, Pelota, Polo, Rugby, Wasserball). Dies forcierte die Bildung von Nationalmannschaften, die an den Olympischen Sommerspielen 1904 in St. Louis in den Wettbewerben in Baseball, Lacrosse, Basketball, College Football, Wasserball und Fußball jedoch noch nicht teilnahmen, weswegen die Wettbewerbe dieser Spiele vom IOC heute als nichtolympisch betrachtet werden. Olympiasieger im Basketball waren beispielsweise die Buffalo Germans.
Das erste Länderspiel in der Handballgeschichte trugen am 13. September 1925 Deutschland und Österreich als Feldhandballspiel aus. Bereits 1930 wurde das erste deutsche Länderspiel der Frauen ausgetragen, ebenfalls zwischen
Deutschland und Österreich.

## Staat, Nation und Nationalmannschaft
In der Regel hat jeder Staat in jeder Sportart nur eine Nationalmannschaft. Es gibt jedoch einige Ausnahmen, die meist historisch, politisch oder geografisch begründet sind, in denen in einem Staat mehrere Nationalmannschaften existieren oder bei denen eine Mannschaft aus Sportlern mehrerer Staaten existiert. So gehören beispielsweise dem Fußballweltverband 208 Mitgliedsverbände an, obwohl es nur 194 souveräne Staaten gibt und einige Staaten wiederum nicht Mitglied der FIFA sind.

### Staaten mit mehreren Nationalmannschaften
Im Vereinigten Königreich gibt es keinen einheitlichen Fußballverband, sondern vier in den einzelnen Landesteilen („nations“). Deshalb bestehen auch vier Fußballnationalmannschaften: die von England, Schottland, Wales und Nordirland. Ähnliches gilt dort auch in anderen Sportarten wie etwa Cricket, Curling, Hockey oder Rugby (mit Ausnahme Nordirlands, siehe unten).
Auch die Fußballnationalmannschaften von Hongkong und von Macau bestehen auch nach der Rückkehr von Hongkong und Macau nach China fort.
Für Nationen ohne Staatsgebiet oder für nationale Minderheiten haben Auswahlmannschaften oft eine wichtige symbolische Funktion, vor allem dann, wenn es starke sezessionistische Bestrebungen gibt. So warb die Fußballauswahl des FLN im Auftrag der algerischen Unabhängigkeitsbewegung Front de Libération Nationale (FLN) als Botschafter der algerischen Nation während des Algerienkrieges zwischen 1958 und 1962 für die Selbständigkeit der französischen Kolonie Algerien und für internationale Unterstützung. Viele nicht souveräne Gebiete streben danach, dass ihre Auswahlmannschaften als Nationalmannschaften von den internationalen Sportverbänden anerkannt werden. Dies gilt zum Beispiel für die Palästinensische Fußballnationalmannschaft, die seit 1998 an offiziellen Wettbewerben der FIFA teilnehmen kann. Besonders Spiele der tibetischen Fußballauswahl sind ein Politikum und werden von Protesten Chinas begleitet. Häufig stellen autonome oder halbautonome abhängige Gebiete, die weit vom eigentlichen Staatsgebiet entfernt liegen, eigene Nationalmannschaften. Von der FIFA sind unter anderem die Fußballnationalmannschaften der Färöer und von Neukaledonien anerkannt. In solchen Fällen entscheiden die internationalen Sportfachverbände nicht immer einheitlich, so ist die grönländische Handballnationalmannschaft bei offiziellen Wettbewerben startberechtigt, die Fußballnationalmannschaft dagegen nicht.
Bei Olympischen Spielen gab es zunächst eine eigene olympische Geografie, da Coubertin Teilstaaten wie Finnland, ein Großfürstentum innerhalb Russlands, und Böhmen innerhalb Österreich-Ungarns eigenständige Mannschaften gestattete, nicht aber Irland innerhalb Großbritanniens. Mit dem Olympischen Kongress 1914 wurden diese Sonderregelungen beendet und das strikte Nationalstaatsprinzip vom IOC beschlossen.

### Gemischte Mannschaften aus mehreren Staaten
Irland und Nordirland werden in einigen Sportarten von einer gesamtirischen Mannschaft vertreten, so etwa bei Cricket, Basketball, Hockey und Rugby. Gleiches gilt für die West Indies. Im Rugby Union existieren einige Nationalmannschaften, die mehrere Länder repräsentieren: So etwa die British and Irish Lions (England, Schottland, Wales und Irland) und die Pacific Islanders (Fidschi, Samoa und Tonga). 1908 und 1912 nahmen Australien und Neuseeland als Australasien gemeinsam an den Olympischen Sommerspielen teil.
Die Iroquois Nationals repräsentieren das indigene nordamerikanische Volk der Irokesen in ihrem Nationalsport Lacrosse. Die Irokesen leben heute in Kanada und in den Vereinigten Staaten, bei Mannschaftsreisen ins Ausland benutzen die Spieler jedoch eigene Pässe der Iroquois Confederacy.
Wiederholt wurden auch bei den Olympischen Spielen gemischte Mannschaften mit Staatsangehörigen mehrerer unabhängiger Staaten zugelassen, etwa die gesamtdeutsche Mannschaft aus BRD und DDR (1956, 1960 und 1964), eine gesamtkoreanische Mannschaft aus Nord- und Südkorea (2008, 2018), oder das Vereinte Team der Gemeinschaft Unabhängiger Staaten (1992) zugelassen, um dem Anspruch des IOC All Games – All Nations gerecht zu werden.

### Unabhängige Mannschaften
Mannschaften können auch gar keine Nation repräsentieren, etwa weil diese von Wettbewerben ausgeschlossen wurde, beispielsweise als 1992 Sportler aus Jugoslawien, das unter Sanktionen der Vereinten Nationen stand, und 2000 solche aus Osttimor, das noch unter Verwaltung der UNO stand, als unabhängige Teilnehmer an den Olympischen Spielen teilnahmen. Zudem gibt es seit 2016 ein Refugee Olympic Team aus Flüchtlingen.

## Zugehörigkeit
Die Zugehörigkeit eines Sportlers zu einer Nationalmannschaft ist zumeist an die Staatsangehörigkeit des jeweiligen Landes oder an einen dortigen Wohnsitz gekoppelt. Ein Wechsel von einer Nationalmannschaft in eine andere ist meist mit bestimmten Fristen und Auflagen (z. B. Zustimmung des abgebenden Sportverbandes) verbunden, sofern er überhaupt möglich ist. Regelungen hierzu werden vom jeweiligen internationalen Sportverband aufgestellt. Teilweise sind Nationalmannschaften auf besondere Bevölkerungsgruppen beschränkt. So nehmen an der Makkabiade nur jüdische Sportler teil.

### Fußball
So erlaubt beispielsweise der Fußballweltverband FIFA ihren Sportlern abgesehen vom Juniorenbereich nur eingeschränkt, die Nationalmannschaft zu wechseln. Ist ein Spieler bereits in einem Pflichtländerspiel in der Seniorenauswahl eines nationalen Verbandes eingesetzt worden, darf er für keinen anderen nationalen Verband mehr spielen. Wechselt also ein Fußballer seine Staatsangehörigkeit, ist seine Karriere als Nationalspieler beendet, wenn er zuvor bereits in Pflichtländerspielen im Seniorenbereich zum Einsatz gekommen ist.
Das gilt auch für die vier Nationalverbände im Vereinigten Königreich. So darf beispielsweise ein Spieler, der für den englischen Verband gespielt hat, nicht später für den schottischen, walisischen oder nordirischen Verband spielen.
Ausnahmen hat die FIFA nach Unabhängigkeitserklärungen von Staaten sowie nach der deutschen Wiedervereinigung gemacht. So gab es beispielsweise Spieler, die zunächst für die jugoslawische Auswahl gespielt hatten, später dann aber für die kroatische, slowenische, bosnisch-herzegowinische etc. Auswahl spielen durften. Auch die Spieler der früheren DDR-Auswahl durften nach der deutschen Wiedervereinigung für die Auswahl des DFB spielen.

## Berufung
Die Nationalmannschaft wird in der Regel vom nationalen Mitgliedsverband des jeweiligen internationalen Sportverbandes entsandt, in einigen Staaten auch vom für Sport zuständigen Ministerium. In Individualsportarten gibt es in der Regel objektive Nominierungskriterien (z. B. das Erreichen bestimmter Normen oder der Erfolg in einem Qualifikationswettkampf), in Spielsportarten werden die Mitglieder der Nationalmannschaft aufgrund individueller Leistungsbeurteilung durch den zuständigen Nationaltrainer oder Auswahlkommissionen in den Kader berufen.
Olympiamannschaften werden durch die Nationalen Olympischen Komitees bestimmt. In Deutschland durch den Deutschen Olympischen Sportbund. Das Mitglied einer Nationalmannschaft wird in Spielsportarten als „Nationalspieler“ bezeichnet. Der Begriff „Nationalspieler“ wird als eine Art Auszeichnung verstanden und umfasst insofern jeden Spieler, der bereits einmal tatsächlich ein Spiel gegen eine andere Nationalmannschaft auf dem Feld (oder der sonstigen Sportstätte) bestritten hat und weder aus der Nationalmannschaft zurückgetreten ist noch seine sportliche Karriere beendet hat. Somit ist nicht jedes Mitglied des Auswahlkaders ein Nationalspieler (nämlich nur die, die bisher bei Länderspielen schon wenigstens eingewechselt worden sind) und nicht jeder Nationalspieler Mitglied des Auswahlkaders (denn aktive Sportler, die schon Länderspiele gespielt haben und grundsätzlich zur Nationalmannschaft zur Verfügung stünden, werden als Nationalspieler bezeichnet).

## Einteilung nach Altersklassen
In vielen Sportarten gibt es nach Altersklassen abgestufte Nationalmannschaften. So wird im Fußball unter anderem eine U-21-Nationalmannschaft für Spieler unter 21 Jahren gebildet, in vielen Sportarten gibt es Mannschaften für Junioren (U19) und Junge Erwachsene (U23). Im allgemeinen Sprachgebrauch wird als Nationalmannschaft in der Regel die erste Auswahlmannschaft der Erwachsenen (in manchen Sportarten auch A-Auswahl) ohne Altersbeschränkung bezeichnet.

## Kleidung
Nationalmannschaften haben eine einheitliche Sportbekleidung, das sogenannte Nationaltrikot mit den (zumeist) Hoheitszeichen ihres Staates und oftmals auch in den Farben der Nationalflagge gehalten ist. Die Farben der Nationaltrikots der Sportmannschaften der Bundesrepublik Deutschland besteht traditionell in vielen Sportarten aus schwarzer Hose und weißem Hemd mit rotem Brustring, Bundesadler sowie einem Schriftzug des entsendenden Sportverbandes, z. B. Deutscher Fußball-Bund (DFB). Diese Schwarz-weiß-Kombination bezieht sich auf die schwarz-weiß-rote Fahne des deutschen Kaiserreiches von 1871. Die Nationalmannschaften der DDR traten zumeist in blauen Trikots an. Häufig enthält das Nationaltrikot auch das Abzeichen des entsendenden Sportverbandes, und vereinzelt noch das Logo eines Sponsors.